# فريدريش هير
فريدريش هير (بالألمانية: Friedrich Heer)‏ هو مؤرخ ثقافي ‏ ومؤرخ وكاتب نمساوي، ولد في 10 أبريل 1916 في فيينا في النمسا، وتوفي بنفس المكان في 18 سبتمبر 1983.

## وصلات خارجية
- فريدريش هير على موقع مونزينجر (الألمانية)